# Herkules (Zaandam)
De Herkules bevindt zich in de Kalverpolder te Zaandam, ten noorden van de buurtschap Haaldersbroek. Het is een Amerikaanse Windmotor. Ze is als poldermolen geïnstalleerd in 1922. In 1993 is ze vervangen door een elektrisch gemaal. Omdat men voor verval en sloop van dit industriële monument vreesde, werd geld ingezameld voor de restauratie van de molen, die gerestaureerd werd van 1995 tot 1996. Ze ligt nu langs een wandelpad en vormt een van de bezienswaardigheden van de Kalverpolder.

## Roosmolens
Een roosmolen is een metalen windmotor die in de jaren 20 van de 20e eeuw in de handel was en door de firma R.S. Stokvis werd geïmporteerd onder de naam Hercules.
De molen is in de Verenigde Staten ontwikkeld en werd gebruikt voor irrigatiedoeleinden. Een aangepaste vorm met een kleiner rad werd in Europa geproduceerd door Herkules Metallicus te Dresden. In Nederland werd ze gebruikt als poldermolen. Tussen 1902 en 1925 zijn er een 200-tal van deze molens geplaatst, vooral daar waar een stoomgemaal te groot en te duur zou zijn. Dit was met name in Noord-Holland en Friesland het geval.
De molen is in Amerika ontwikkeld door Daniel Halladay en had soms 150 schoepen, waardoor hij bij zeer lage windsnelheid al kon werken. In 1876 werd hij voor het eerst getoond op de 7e Wereldtentoonstelling te Philadelphia. Vanaf 1883 ging men hem in grote series produceren.
De molen viel op door het reusachtige rad dat dertig schoepen telde en een diameter had van ongeveer 9 meter. De totale hoogte kwam op 16 meter. Het geheel werd gecompleteerd door meterslange windvanen die zodanig waren geplaatst dat de molen zichzelf op de wind zette aldus geen permanent toezicht nodig had.
Heemschut en andere landschapsbeschermers waren niet blij met de komst van dit type molen, daar ze vreesden dat deze de traditionele wipwatermolen en spinnenkopmolen zou verdringen. Bovendien werd de enorme metalen molen lelijk gevonden.
De roosmolen was echter slechts gedurende een beperkte periode in zwang, omdat het elektrische gemaal uiteindelijk ook de roosmolen verdrong. Ook hadden de molens nadelen: Hoewel ze zodanig waren ontworpen dat ze automatisch uit de wind werden gedraaid bij hoge windsnelheden, ging het nogal eens fout waardoor de molen vernield werd. Door dit alles is ook de roosmolen tegenwoordig een bezienswaardige curiositeit.